# Tanaostigmodes dilatus
Tanaostigmodes dilatus är en stekelart som beskrevs av Lasalle 1987. Tanaostigmodes dilatus ingår i släktet Tanaostigmodes och familjen Tanaostigmatidae. Inga underarter finns listade i Catalogue of Life.